# Albrecht Rosengarten
Pour les articles homonymes, voir Rosengarten.
Abraham (Albrecht ou Albert) Rosengarten, né le 5 janvier 1810 à Cassel et décédé le 15 août 1893 à Wiesbaden est un architecte allemand dont l'œuvre influença la conception des synagogues en Allemagne et en Autriche-Hongrie dans la seconde moitié du XIXe siècle.

## Contexte et Carrière

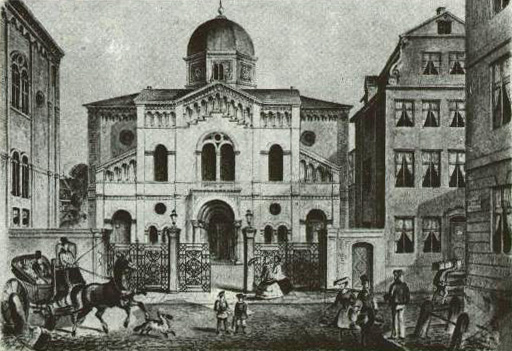
La synagogue Kohlhöfen à Hambourg en 1859

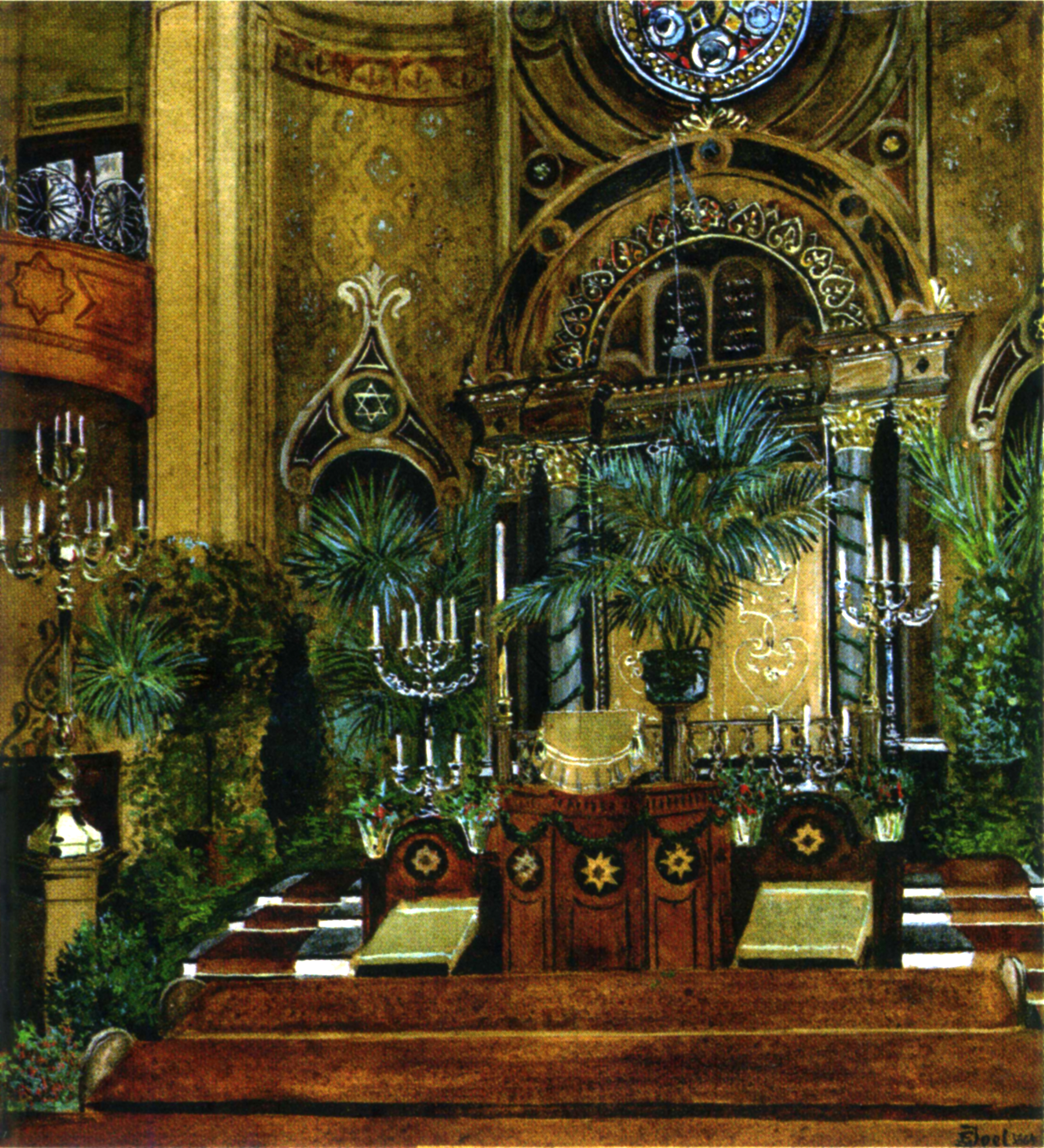
L'intérieur de la synagogue Kohlhöfen à Hambourg en 1920

Albrecht Rosengarten est né dans une famille juive de Cassel, de Joseph Sussmann Abraham Rosengarten, fabricant de tabac, et de sa femme Goldchen (Golda) née Gans. Il apprend son métier d'architecte dans les années 1830 au service de l'urbanisme de la ville de Cassel, où Il passe douze années au service de l'État de Hesse-Cassel. Il est envoyé en 1839 à Paris chez Henri Labrouste et en 1841 à Rome  pour y être formé. Il est le premier architecte juif en Allemagne, qui se spécialise dans la construction de synagogues. Il acquiert une certaine renommée comme architecte de la grande synagogue de Cassel (1836-1838), de la synagogue de Gudensberg (1840-1843), dans le nord de la Hesse et de trois autres synagogues à structure en brique, dont la synagogue Kohlhöfen de Hambourg, ainsi que de l'hôpital et hospice dans la Danziger Straße à Hambourg (1853-1857).

## Grande synagogue de Cassel
La grande synagogue de Cassel, inaugurée en 1839 après trois années de construction, et détruite par les nazis  en novembre 1938, est située dans la Unteren Königstraße et peut accueillir jusqu'à 800 fidèles. Le bâtiment de deux niveaux, comporte un vaisseau central et de chaque côté des collatéraux surmontés d'une galerie réservée pour les femmes.
L'architectonique du bâtiment devait, selon la volonté de la communauté juive de Cassel, s'intégré de façon cohérente parmi les constructions environnantes. Avec sa façade sans fioritures extérieures, ses arches néoromans et sa pierre blanche-jaunâtre, elle s'incorpore harmonieusement dans le paysage urbain.

## Influence
Rosengarten conçoit avec la construction de la synagogue de Cassel, un nouveau style de synagogue. Il publie ses vues et ses plans en 1840 dans la revue d'architecture Allgemeinen Bauzeitung de Vienne, raison pour laquelle ceux-ci ont survécu jusqu'à nos jours. L'architecture de  Rosengarten est dominée par sa préoccupation de symboliser l'intégration des Juifs allemands y compris dans le style de construction.
Comme modèle, il s'inspire de la basilique dont il attribue des racines communes aux Juifs et aux Chrétiens et adopte le style néo roman comme celui le plus approprié pour les synagogues. Il rejette le style égyptien en raison de son association avec l'esclavage du peuple juif ainsi que le néo-gothique en raison de son lien trop évident avec l'architecture chrétienne et est contre la copie de temples classiques.
De nombreux architectes de la seconde moitié du XIXe siècle se sont inspirés de l'œuvre de Rosengarten pour la construction de lieux de culte juif. Le style de la synagogue de Cassel se retrouve dans la synagogue de la Schützenstraße à Francfort-sur-le-Main, construite en 1853 et dans celle de Mannheim en 1855. Son influence sur l'architecture des synagogues est particulièrement visible dans l'ancienne Autriche-Hongrie: les synagogues de Pohrlitz (Pohořelice) en 1855, de Brünn (Brno) en 1855 et d'Iglau (Jihlava) en 1863 situées en Moravie actuellement en   République tchèque), la grande synagogue de Pilsen (Plzeň) en Bohême actuellement en République tchèque) en 1861, est aussi marquée par son influence, de même que celle de Linz en 1877 en Autriche ou la nouvelle synagogue de Gleiwitz (maintenant Gliwice en Pologne) en 1861.
En Allemagne et en Autriche, la très grande majorité des synagogues et autres lieux de culte juif ont été détruits par les nazis au cours de la nuit de cristal en 1938. La synagogue de Gudensberg dans le nord de la Hesse est probablement la seule synagogue d'Albrecht Rosengarten encore debout. Achetée par un boulanger en 1938, elle a subi de nombreuses transformations avant d'être rachetée en 1991 par la ville pour être rénovée et transformée en centre culturel. Une exposition permanente est consacrée à l'histoire des Juifs de Gudensberg  

## Liste partielle de ses constructions
- 1836-1838: grande synagogue, Cassel
- 1840-1843: Synagogue de Gudensberg (de), aujourd'hui une maison de la culture
- après 1842: maison Wilkens, 56-58 Alter Wall, Hambourg
- après 1842: maison d'habitation, 3 Alsterdamm, Hambourg
- après 1842: immeuble commercial Schumacher & Dahnert, 19 Johannisstraße, Hambourg
- 1851-1853: Schröderstift, Hambourg
- 1858: bâtiment hospitalier, Danziger Straße, Hambourg,
- 1857-1859: synagogue Kohlhöfen, Hambourg
- 1862: chapelle funéraire Schröder, Petrikirchhof, Hambourg,
- 1867-1869: Oberaltenstift, Mühlendamm, Hambourg,
- 1872: Villa Horschitz, 8 Harvestehuder Weg, Hambourg

## Ses articles
- (de):  Albrecht Rosengarten et L. Runge: Architektonische Mittheilungen über Italien. Eine Auswahl interessantester und werthvoller Darstellungen aus den Mappen der Architekten L. Runge und A. Rosengarten.; éditeur: Müller; Berlin; vers 1847
- (de):  Albrecht Rosengarten: Die architektonischen Stylarten. Eine kurze, allgemeinfaßliche Darstellung der charakteristischen Verschiedenheiten der architektonischen Stylarten; éditeur: Vieweg; Brunswick; 1857.
- (de):  Albrecht Rosengarten: Architekturbilder aus Paris und London; Hambourg; 1860.